# Настоящая кровь (сезон 1)
«Настоящая кровь» (англ. True Blood) — американский драматический телевизионный сериал с элементами черного юмора, и комедийными нотами, основанный на серии романов «Вампирские тайны» (англ. The Southern Vampire Mysteries) американской писательницы Шарлин Харрис. Сериал был создан Аланом Боллом, автором «Клиент всегда мертв», в сотрудничестве с каналом «HBO» и его компанией «Your Face Goes Here Entertainment».

## В ролях

### Основной состав
- Анна Пэкуин — Суки Стакхаус
- Стивен Мойер — Билл Комптон
- Сэм Траммелл — Сэм Мерлотт
- Райан Квонтен — Джейсон Стакхаус
- Рутина Уэсли — Тара Торнтон
- Крис Бауэр — Энди Бельфлёр
- Нелсан Эллис — Лафайет Рейнольдс
- Джим Пэррэк — Хойт Фортенберри
- Адина Портер — Лэтти Мэй Торнтон
- Кэрри Престон — Арлин Фаулер
- Майкл Реймонд-Джеймс — Рене Лэньер
- Уильям Сандерсон — шериф Бад Дирборн
- Александр Скарсгард — Эрик Нортман
- Линн Коллинз — Дон Грин
- Лиззи Каплан — Эми Барли
- Лоис Смит — Адель Стакхаус
- Стивен Рут — Эдди Готье

### Приглашённые звёзды
- Тодд Лоу — Эрик Бельфлёр
- Кристин Бауэр ван Стратен — Пэм Бофорт
- Джон Биллингсли — Майк Спенсер
- Алек Грей — Коби Фаулер
- Аиша Хиндс — мисс Джанетт
- Дэйл Рауль — Максин Фортенберри
- Грэм Шилс — Лиам
- Рауль Трухильо — Длинная тень
- Лорел Уэбер — Лиза Фоулер
- Джереми Денцлингер — Уэйн
- Онжаню Эллис — Дайан
- Канин Хауэлл — Чак
- Мишель Форбс — Мэриэнн Форрестер
- Даниэль Джеймс — Рэнди Сью
- Майкл МакМиллиан — преподобный Стив Ньюлин
- Калеб Муди — Ройс Уильямс
- Джон Проски — Дэвид Финч
- Стейси Риппи — Синди Маршалл
- Эндрю Ротенберг — Малкольм
- Даниэль Сапиа — Модетт Пикенс
- Джессика Так — Нэн Флэнаган
- Дебора Энн Уолл — Джессика Хэмби
- Эвион Бейкер — молодая Тара
- Тара Бак — Джинджер
- Патрик Галлахер — Чоу
- Лабон К. Хестер — молодой Джейсон
- Карина Лог — Дениз Рэттрей
- Мелани Маккуин — Фэй Лебвре
- Кевин Макхейл — Нил Джонс
- Тесс Александра Паркер — Рози
- Джеймс Джин Паркс — Мак Рэттрей
- Джон Резиг — шериф Кевин Эллис
- Уильям Шаллерт — Стерлинг Норрис
- Зенали Тёрнер — молодая Суки
- Шайенн Уилбур — Бартлетт Хейл
- Патриция Бетун — Джейн Бодехаус
- Майкл Бофшевер — Орри Доусон
- Мехкад Брукс — Бенедикт Тэлли
- Желько Иванек — магистр Магнус
- Мариана Клавено — Лорена Красики
- Адам Лидбитер — Карл
- Джуди Прескотт — Сью Энн Мерлотт
- Стюарт Скелтон — министр
- Мартин Спэнджерс — молодой Сэм
- Шэрон Тэй — Шэрон
- Таня Райт — шериф Кеня Джонс

## Описание эпизодов
| № общий | № в сезоне | Название                                                  | Режиссёр            | Автор сценария | Дата премьеры    | Зрители в США (млн) |
| --- | ---------- | --------------------------------------------------------- | ------------------- | -------------- | ---------------- | ------------------- |
| 1 | 1          | «Strange Love» «Странная любовь»                          | Алан Болл           | Алан Болл      | 7 сентября 2008  | 1.44                |
| В обществе, где вампиры и люди сосуществуют благодаря изобретению японскими учёными синтетической крови, Суки Стакхаус, похоже, нашла идеального бойфренда. Суки обладает телепатическими способностями и постоянно слышит, что думают другие, а это делает походы на свидания довольно нелегким занятием. Когда вампир Билл Комптон заходит в бар, где Суки работает официанткой, она понимает, что она не слышит его мысли. Она спасает Билла от парочки местных подонков, который пытались выкачать из него кровь, но за это ей, возможно, придется ещё заплатить… Тем временем брат Суки по имени Джейсон арестован после того, как местная женщина, с которой он имел связь, найдена задушенной. |            |                                                           |                     |                |                  |                     |
| 2 | 2          | «The First Taste» «Первый вкус»                           | Скотт Винант        | Алан Болл      | 14 сентября 2008 | 1.79                |
| Мэк и Дениз Раттрэи решают отомстить Суки, но Билл приходит ей на помощь. Чтобы восстановить здоровье, Билл даёт Суки выпить свою кровь. Впоследствии чувства Суки начинают обостряться. Вскоре после этого Суки узнает, что Раттрэи найдены мертвыми, и полиция подозревает в этом Билла. Когда главный оппозиционист принятия Акта о правах вампиров погибает в аварии, Суки начинает задумываться о том, как далеко могут зайти вампиры в преследовании своих целей. Билл принимает приглашение Суки и её бабушки прийти к ним в гости, а Джейсон и Тара приглашают себя сами. Джейсон Стэкхаус смотрит видеозапись своего вечера у Модетт Пикенс. Полиция отпускает его, но полученный опыт пребывания в участке не мешает Джейсону снова ввязаться в сексуальные приключения со следующей женщиной. |            |                                                           |                     |                |                  |                     |
| 3 | 3          | «Mine» «Моя»                                              | Джон Дал            | Алан Болл      | 21 сентября 2008 | 1.81                |
| Шарм Билла Комптона несколько меркнет, когда Суки приходит к нему домой и встречает других, менее приятных вампиров. Билл защищает её от их посягательств, но она видит и неприятную сторону жизни вампира. Дон Грин, официантка в баре У Мерлотта, где работает Суки, проводит ночь с Джейсоном. Он видит на её теле две небольших ранки от укуса вампира и ему мерещится, что он трахает вампира. Джейсон снова заводит свою пластинку о вампирах и говорит, что Дон просто подстилается под каждого встречного вампира. Дон называет его слабаком в постели и, угрожая пистолетом, выгоняет из дома. Тара уходит от своей матери-алкоголички, которая ударяет её по голове бутылкой, и проводит ночь у своего работодателя Сэма Мерлотта. Она предлагает Сэму попробовать дружеский секс, на что он, не долго думая, соглашается. Джейсон покупает у Лафайетта вампирскую кровь, что восстановить свои утраченные силы в половой жизни. Лафайетт предупреждает его, что нельзя выпивать всю колбу полностью, хватит лишь двух капель, чтобы сделать его снова «гигантом» в постели. Также Лафайетт не соглашается просто так отдавать кровь. Он предлагает Джейсону станцевать в нижнем белье перед камерой. Парень соглашается, не замечая, что за ним наблюдает Тара. На следующий день Суки находит Дон задушенной. От ужаса она кричит. |            |                                                           |                     |                |                  |                     |
| 4 | 4          | «Escape from Dragon House» «Побег из Дома Дракона»        | Майкл Леманн        | Брайан Бакнер  | 28 сентября 2008 | 1.82                |
| Вслед за Суки в дом к Дон с цветами и бутылкой входит Джейсон, чтобы попросить прощения за прошедшую ночь. На крики прибегает соседка Дон, которая впоследствии и вызывает полицию. После второго за неделю убийства в Бон Темс Джейсон снова становится главным подозреваемым. Его увозят на машине в участок. Воспользовавшись замешательством полицейских, Джейсон достаёт из кармана колбу с вампирской кровью и полностью её опустошает. Во время допроса в участке у него начинает эрекция. Он бежит в туалет, но не может её остановить. Тара приходит в участок и говорит, что Джейсон прошлую ночь провёл с ней. За неимением улик его отпускают. Дома Джейсон пытает успокоить свой член, мастурбируя, но тот даже и не думает опускаться. Он бежит в бар к Лафайетту и просит помочь. Лафайетт говорит, что Джейсон сам в этом виноват и отказывает ему. Тара находит Джейсона в подсобке с большим куском мороженого мяса между ног. Она уговаривает его поехать в больницу; там у него откачивают из члена кровь. Во время этой процедуры он просит Тару быть рядом и не отпускает её руку. Узнав, что и Модетт, и Дон ходили в вампирский клуб «Группа крови», Суки просит Билла отвезти её туда для поисков доказательств невиновности брата. Обе убитые девушки хорошо известны в этом клубе, и Суки встречает Эрика, очень старого вампира, который владеет клубом. Он очень заинтересовывается Суки и подзывает к себе. Во время беседы Суки отвлекается и слышит мысли одного из парней в клубе. Он оказывается полицейский и думает об облаве, которая должна произойти с минуты на минуту. Билл с Суки и Эрик убегают из клуба через другой выход. По дороге домой, ненадолго остановившись, Билла и Суки нагоняет полицейская машина. Билл с помощью внушения отбирает у полицейского пистолет и уезжает. Выясняется, что и Сэм Мерлотт имеет свои собственные странности. Он ночью прокрадывается в дом Дон и начинает нюхать её постель, получая от этого удовольствие. |            |                                                           |                     |                |                  |                     |
| 5 | 5          | «Sparks Fly Out» «Искры летят»                            | Дэниель Минахан     | Александр Ву   | 5 октября 2008   | 1.74                |
| После их стычки с полицейским, Суки заявляет Биллу, что больше не хочет его видеть. Билл держит слово, данное бабушке Суки, и выступает на ежемесячном собрании общества Потомки Доблестно Павших. Он делится своими воспоминаниями о Гражданской войне, и мэр Бон Темс просит его опознать человека на старом фото из архива. Билл узнаёт на нём себя и свою семью и вспоминает обстоятельства своего обращения в вампира. Джейсон снова идёт к Лафайетту. Тот рассказывает ему о том, что Тара давно в него влюблена. Позже Лафайетт даёт Джейсону снова попробовать вампирской крови, только в этот раз всего одну каплю. Для Джейсона мир становится более красочным и ярким, чем он представлял себе его раньше. Джейсон подкатывает в баре к Таре, но она его отшивает, так как видит, что он «под кайфом». Джейсон, не теряя времени, находит себе другую девушку и трахается с ней позади бара. Тара, вынося мусор, всё это видит. Босс Суки, Сэм Мерлотт, приглашает её на свидание, но все идёт не так, как он планировал. После этого Суки возвращается домой и обнаруживает свою бабушку мёртвой, а кухню всю забрызганной бабушкиной кровью. |            |                                                           |                     |                |                  |                     |
| 6 | 6          | «Cold Ground» «Холодная земля»                            | Ник Гомес           | Раэлль Такер   | 12 октября 2008  | 1.67                |
| Суки пытается справиться с фактом, что её бабушка стала следующей жертвой серийного убийцы. Она испытывает трудности с блокированием чужих мыслей на поминках и узнаёт, что многие из местных жителей винят её и её отношения с вампирами в смерти бабушки. Особенно четко она это понимает на похоронах. После похорон она идёт домой и говорит, что никого не хочет видеть, но с наступлением ночи она одевает ночную сорочку и бежит к Биллу. Она занимаются сексом, во время которого у Билла неожиданно вылезают клыки. Суки даёт себя укусить. На похоронах мать Тары произносит речь, в которой восхваляет бабушку Суки. Тара ей не верит и высказывает ей всё, что о ней думает. Вместе с Сэмом она уезжает в свою новую квартиру, которую сняла совсем недавно, что не жить с матерью или с Лафайеттом. После ещё одного секса с Сэмом Тара убегает домой, к матери. У Джейсона начинается помутнение рассудка. В припадке ярости он швыряет полицейского Энди о машину на глазах у многих людей. |            |                                                           |                     |                |                  |                     |
| 7 | 7          | «Burning House of Love» «Пылающая обитель любви»          | Маркос Сига         | Крис Оффатт    | 19 октября 2008  | 2.10                |
| После ночи, проведенной с Биллом, Суки убеждена, что она нашла мужчину своей мечты. С этим не совсем согласны её коллеги и посетители бара, а слухи об их отношениях продолжают распространяться. В бар «У Мерлотта» заходят друзья Билла, которых Суки видела в его доме. Они хотят напасть на людей, но вовремя появляется Билл, который и уводит их. Жители городка решают им отомстить. Несколько человек на следующее утро поджигают дом, в котором остановились эти вампиры. После пожара в доме находят четыре обгоревших тела. Мать Тары, страдающая от алкогольной зависимости, считает, что ей необходим обряд экзорцизма, чтобы избавиться от этого пристрастия. Тара отказывается оплатить его, и тогда она решает обратиться с этим вопросом в банк. Там она устраивает очередную сцену, после которой Тара всё же соглашается дать деньги. Они идут в лес и изгоняют из матери Тары демона. Но колдунья говорит, что существует ещё один демон, и он сидит в Таре. Джейсон отчаянно хочет получить ещё вампирской крови и посещает клуб «Группа крови» с этой целью. Там он встречает девушку, которая уводит его оттуда, сообщив, что у неё есть кровь. Они приходят к нему домой, употребляют кровь и занимаются сексом. Сэма Мерлотта видят бегающим по лесу в обнаженном виде. |            |                                                           |                     |                |                  |                     |
| 8 | 8          | «The Fourth Man in the Fire» «Четвёртый сгоревший в огне» | Майкл Леманн        | Александр Ву   | 26 октября 2008  | 2.07                |
| Суки очень рада, что Билл не был одним из четырёх погибших при пожаре вампиров, но её радость не разделяют ни коллеги, ни клиенты бара. Джейсон понимает, что все фантастические ощущения, которые он испытывал накануне, никак не связаны с сексом. Они были лишь эффектом от принятия вампирской крови. Спустя некоторое время его новую подружку Эми Барли начинает ломать, и она уговаривает Джейсона на отчаянный шаг. Они решают проследить за Лафайеттом к его источнику крови, и по действиям Эми становится понятно, что ей это не в новинку. После отъезда Лафайетта они нападают на вампира и похищают его. После обряда экзорцизма мать Тары становится другим человеком: трезвым и трудолюбивым, она также становится активной прихожанкой местной церкви. Тара очень рада таким изменениям, но не очень довольна деталями своей собственной жизни. Она ругается с Суки, а затем, снова после секса, и с Сэмом. В итоге она решается ещё раз встретиться с колдуньей. Арлин Фаулер просит Суки посидеть со своими детьми, но отказывается от своих слов, когда узнает, что Билл также будет присутствовать у неё дома. Но выбора у неё не остаётся. Билл прекрасно справляется с детьми, что не ускользает от внимания Суки. К Биллу снова наведывается Эрик. Он «просит» его привести Суки в клуб «Группа крови» для того, чтобы с помощью её способностей найти похитителя большой суммы денег. Суки не очень довольна этим, но Билл считает, что лучше выполнять просьбы Эрика, пока они не выходят за рамки разумного. Суки вычисляет ответственного за кражи, им оказывается вампир-бармен, который работает в клубе. Он нападает на Суки. |            |                                                           |                     |                |                  |                     |
| 9 | 9          | «Plaisir d'Amour» «Удовольствие от любви»                 | Энтони М. Хемингуэй | Брайан Бакнер  | 2 ноября 2008    | 2.35                |
| Билл, защищая Суки, убивает напавшего на неё вампира прямо у неё на глазах. Тем самым он нарушает вампирское табу и теперь должен ответить за это. Так как ему придётся временно покинуть город, Билл просит Сэма Мерлотта приглядывать за Суки. Джейсон и Эми удерживают похищенного ими вампира Эдди в подвале дома Джейсона и выкачивают из него кровь. Джейсон пытается отговорить Эми от её затеи, но она уговаривает его принять кровь, после которой он уже не может сопротивляться. Они снова пребывают в экстазе и признаются друг другу в любви. Пока Эми подрабатывает в баре «У Мерлотта», Джейсон проводит много времени, общаясь с Эдди, и начинает ему сопереживать. Эдди советует Джейсону не связывать свою жизнь с Эми и называет её психопаткой. Джейсон не хочет этого слушать и уходит, но спустя некоторое время возвращается с настоящей кровью, чтобы накормить Эдди. Тара посещает женщину-экзорциста, которая помогла её матери, но она не может потратить 800 долларов, чтобы победить своих собственных демонов. Сэм приходит к ней домой, чтобы извиниться, но Тары снова ругается с ним и случайно выдаёт несколько слов о демоне, который сидит в ней. Сэм решает ей помочь и даёт нужную сумму. Пока Билла нет в городе, Суки решает провести ночь в его доме, для чего пораньше уходит с работы. Сэм узнаёт об этом и решает поехать за ней. Около машины его останавливает Энди и просит его поговорить с ним. Сэм под предлогом забегает обратно в бар, а спустя мгновение из него выбегает собака. Эта собака нагоняет Суки у дверей дома Билла и ложится с ней спать. Посреди ночи Суки просыпается и обнаруживает, что собака исчезла, а вместо неё на кровати лежит голый Сэм Мерлотт. |            |                                                           |                     |                |                  |                     |
| 10 | 10         | «I Don't Wanna Know» «Я не хочу знать»                    | Скотт Винант        | Крис Оффатт    | 9 ноября 2008    | 2.39                |
| Сэм рассказывает Суки о том, что он перевёртыш. Она не хочет с ним разговаривать, потому что считает, что он мог ей и раньше об этом рассказать. Сэм вспоминает своё детство, когда впервые обратился. Он стал собакой и убежал в лес, но приёмные родители это заметили. По возвращении домой он увидел, что они собрали все свои вещи и уехали, оставив нетронутой только его комнату. Тара проходит обряд экзорцизма. Она убивает своего демона. На следующий день, зайдя в одну из аптек, Тара узнаёт в женщине, работающей там, мисс Жанетт, колдунью. Она устраивает ей скандал, когда узнаёт, что все обряды были лишь мистификацией. Арлин и Рене устраивают вечеринку в честь помолвки в баре у Сэма. Тара напивается и спасает Сэма от разбирательств с Энди, но снова с ним ругается. Она садится за руль и чуть не сбивает на дороге странную женщину со свиньёй. На Суки в баре нападает неизвестный, но ей удаётся сбежать. Эми находит бутылки с настоящей кровью и понимает, что Джейсон кормил Эдди. Она решается на некоторые послабления в отношении заключённого, о чём говорит Джейсону. Тот от счастья всё ей прощает, но разговор с Эдди снова выводит его из себя. На вечеринке у Арлин и Рене на Джейсона наезжает Лафайетт, который обнаружил дом Эдди вскрытым. Он предупреждает Джейсона, чтобы тот не шутил с вампирами. Когда Джейсон приходит домой, он решает отпустить Эдди, но Эми, категорически с ним не согласная, убивает вампира. Билл предстает перед судом вампиров, который возглавляет Магистр, и узнаёт, что бывает за убийство другого вампира. Эрик защищает Билла. Обычный приговор заключается в 5 годах заточения в обитом серебром гробу, но у Магистра появляется другая идея. Он хочет, чтобы Билл отобрал жизнь у человека, что он, после продолжительных мучений, и делает. |            |                                                           |                     |                |                  |                     |
| 11 | 11         | «To Love Is to Bury» «Любить — значит похоронить»         | Нэнси Оливер        | Нэнси Оливер   | 16 ноября 2008   | 2.67                |
| Джейсону и Эми приходится заметать следы своих деяний в отношении Эдди, и это вселяет в Джейсона сомнения относительно их дальнейших отношений с Эми. Он говорит, что бросит её, если она не перестанет пить вампирскую кровь. Эми соглашается, но предлагает Джейсону употребить её в последний раз, вместе. Ночью, когда они спят и находятся под кайфом, неизвестный проникает в дом и убивает Эми. Проснувшись и поняв, что произошло, Джейсон звонит в полицию. В участке он признаётся полицейским и самому себе в том, что это он убил всех девушек, но он не понимает, как. Суки успевает увидеть в подсознании напавшего на неё в кухне бара девушку по имени Синди Маршалл, которую он убивает, и успевает рассмотреть её. Она замечает бирку с названием забегаловки, в которой она работает. Вместе с Сэмом Суки отправляется туда и узнаёт, что эта девушку убили, а её брат, Дрю Маршалл, пропал сразу же после этого. Суки идёт в местный полицейский участок и заставляет полицейского переслать по факсу фото брата этой девушки. Вернувшись, Суки целуется с Сэмом. Билл прибегает и набрасывается на Сэма, но Суки, в пылу эмоций, отзывает своё приглашение, и Билл вынужден покинуть дом. Билл завершает превращение Джессики в вампира, и её реакция на это не соответствует его ожиданиям. Ей очень хочется крови, и она не поддаётся контролю. Эрик снова ему помогает, напоминая Биллу, что у того есть неоплаченный долг перед ним. Тара арестована за вождение автомобиля в нетрезвом виде, а её мать отказывается внести за неё залог в полицейском участке и выгоняет из дома. Ей на помощь приходит незнакомка по имени Мэриэнн. Она представляется социальным работником и забирает Тару к себе домой. В полицейский участок Бон Темс приходит фото Дрю Маршалла. Им оказывается Рене. |            |                                                           |                     |                |                  |                     |
| 12 | 12         | «You'll Be the Death of Me» «Ты станешь моей погибелью»   | Алан Болл           | Раэлль Такер   | 23 ноября 2008   | 2.45                |
| Рене приходит к Джейсону и говорит, что верит ему. В это же время туда врывается Суки. Рене решает с ней покончить. Он следит за ней. После того, как Суки решает уйти с работы (потому что все думают, что её брат — убийца, а она это слышит), Рене следует за ней. Он перерезает один из тросов в двигателе и вызывается отвезти девушку домой. Но он забывает в баре свой рабочий жилет. Сэм, принюхавшись к нему, сопоставляет этот запах с тем, что унюхал с постели Дон. Тем временем в у себя дома Суки случайно видит мысли Рене, в которых он убивал её бабушку. Она убегает он него из дома, ударив его по голове прикладом ружья. Она бежит в сторону кладбища, Рене — за ней. Билл просыпается от того, что чувствует опасность, грозящую Суки. Несмотря на дневной свет, он идёт в сторону кладбища. Рене догоняет Суки и начинает душить её, но Сэм набрасывается на убийцу. Рене начинает отбиваться от собаки. Билл, дойдя до кладбища и увидев Суки без сознания, отдаёт ей свои последние силы. Суки приходит в себя и убивает Рене. Вместе с Сэмом они закапывают обожжённого солнцем Билла в могилу, чтобы он мог восстановить силы. В тюрьму к Джейсону приходит член анти-вампирской общины «Братство Солнца», который говорит, что парню даровано прощение свыше. Джейсон начинает проникаться в эти идеи. Тара не уверена до конца, может ли она доверять своей благодетельнице Мэриэнн, но ей очень нравится жить в её роскошном доме, где она встречает молодого человека по имени Эггс. Приехав вечером домой к Суки, Тара уезжает от неё на машине Мэриэнн, которая за ней заезжает. Мэриэнн обменивается парой слов с Сэмом, из которых становится ясно, что они знают друг друга, а также Мэриэнн знает его тайну. На Лафайетта нападают рядом с баром. Спустя две недели работники бара узнают, что в одном из штатов США узаконен брак между вампиром и человеком. Лафайетт уже две недели не появляется на работе, и никто не знает, где он находится. Джейсон становится активным посетителем проповедей «Братства Солнца». Эрик возвращает Биллу Джессику, которая не слушается даже его. Сэм открывает у себя в кабинете сейф и начинает опустошать его. Сейф доверху забит пачками с долларами. Вечером Суки, Тара и Энди находят в машине последнего чей-то труп (впоследствии это оказывается мисс Жанетт). |            |                                                           |                     |                |                  |                     |

## Музыка
Список композиций, звучавших в финальных титров эпизодов в порядке эпизодов:
1. Little Big Town — Bones
2. Vallejo — Snake in the Grass
3. Charlie Robinson — Good Times
4. Lynyrd Skynyrd — That Smell
5. Nathan Barr — The Cabin
6. Mark Seliger’s Rusty Truck — Cold Ground
7. Cobra Verde — Play with Fire
8. Eagles of Death Metal — I Want You so Hard
9. Rufus Thomas — Walking the Dog
10. Dr. John — I Don’t Wanna Know about Evil
11. Gillian Welch — Pass You By
12. Crooked Still — Ain’t No Grave

- В первой серии Strange Love, когда Суки приходит домой с работы, её бабушка читает книгу под названием «Last Scene Alive». Её написала Шарлин Харрис, которая и является автором серии книг про Суки Стакхаус, положенных в основу сериала.[11]
- Во второй серии The First Taste в доме у Тары на столе можно заметить газету с заголовком «Анджелина усыновляет ребенка-вампира» (англ. Angelina Adopts Vampire Baby). Это намек на актрису Анджелину Джоли, которая известна своей филантропической деятельностью. На данный момент у неё три усыновленных ребенка: из Камбоджи, Эфиопии и Вьетнама.[12]
- В четвертой серии Escape from Dragon House Эрик, подзывая Билла и Суки, обращается к Пэм на шведском языке. Он произносит фразу «Vår lilla djurpark börjar växa till sig», что означает «Наш маленький зоопарк расширяется». А она отвечает «Jag vet», что переводится как «Я знаю».[13]
- В восьмой серии The Fourth Man in the Fire вампир Эдди говорит Лафайету: «Я всегда с нетерпением жду вечера понедельника. Сначала „Герои“, потом приходишь ты». Это отсылка к американскому телесериалу «Герои».
- В последней серии You’ll Be the Death of Me Эрик говорит на шведском «O du ljuva frihet», что значит «О, сладкая свобода».[14]